# Zeppelina monostyla
Zeppelina monostyla är en ringmaskart som först beskrevs av Zeppelin 1883.  Zeppelina monostyla ingår i släktet Zeppelina och familjen Ctenodrilidae. Inga underarter finns listade i Catalogue of Life.